# Manu (tỉnh)
Tỉnh Manu (tiếng Tây Ban Nha: Provincia de Manu) là một tỉnh thuộc vùng Madre de Dios của Peru. Tỉnh Manu có diện tích 27717 km², dân số thời điểm theo điều tra dân số ngày 11 tháng 7 năm 1993 là 13827 người. Tỉnh lỵ đóng ở Manu.